# Chaetanthera acerosa
Chaetanthera acerosa là một loài thực vật có hoa trong họ Cúc. Loài này được (Remy) Hauman mô tả khoa học đầu tiên năm 1918.